# 新亞書院
新亞書院（英語：New Asia College，縮寫：NA），是一所香港高等教育機構，創立於1949年，位於香港新界沙田區馬料水，現時為香港中文大學成員書院，也是三間始創書院之一及當中歷史最悠久的書院。而在大學九所成員書院中，只有新亞書院附有藝術及人類學（文化人類學）課程。

## 校史

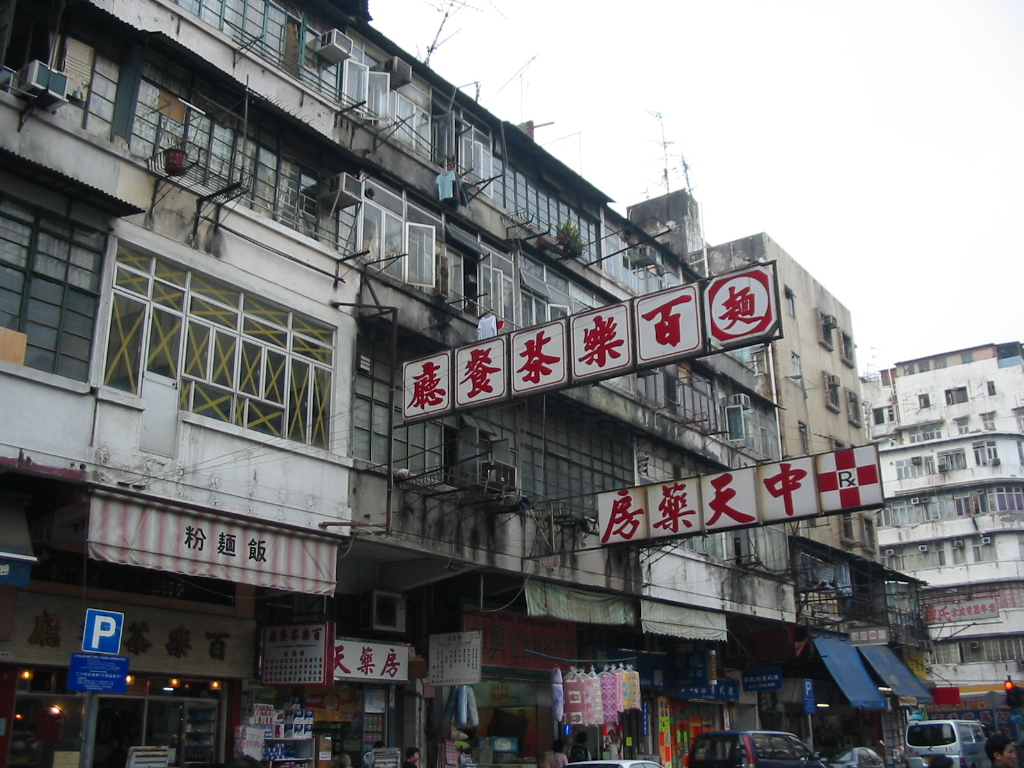
位於深水埗桂林街的舊校舍遺址，到2011年由市建局及發展商重建為丰滙

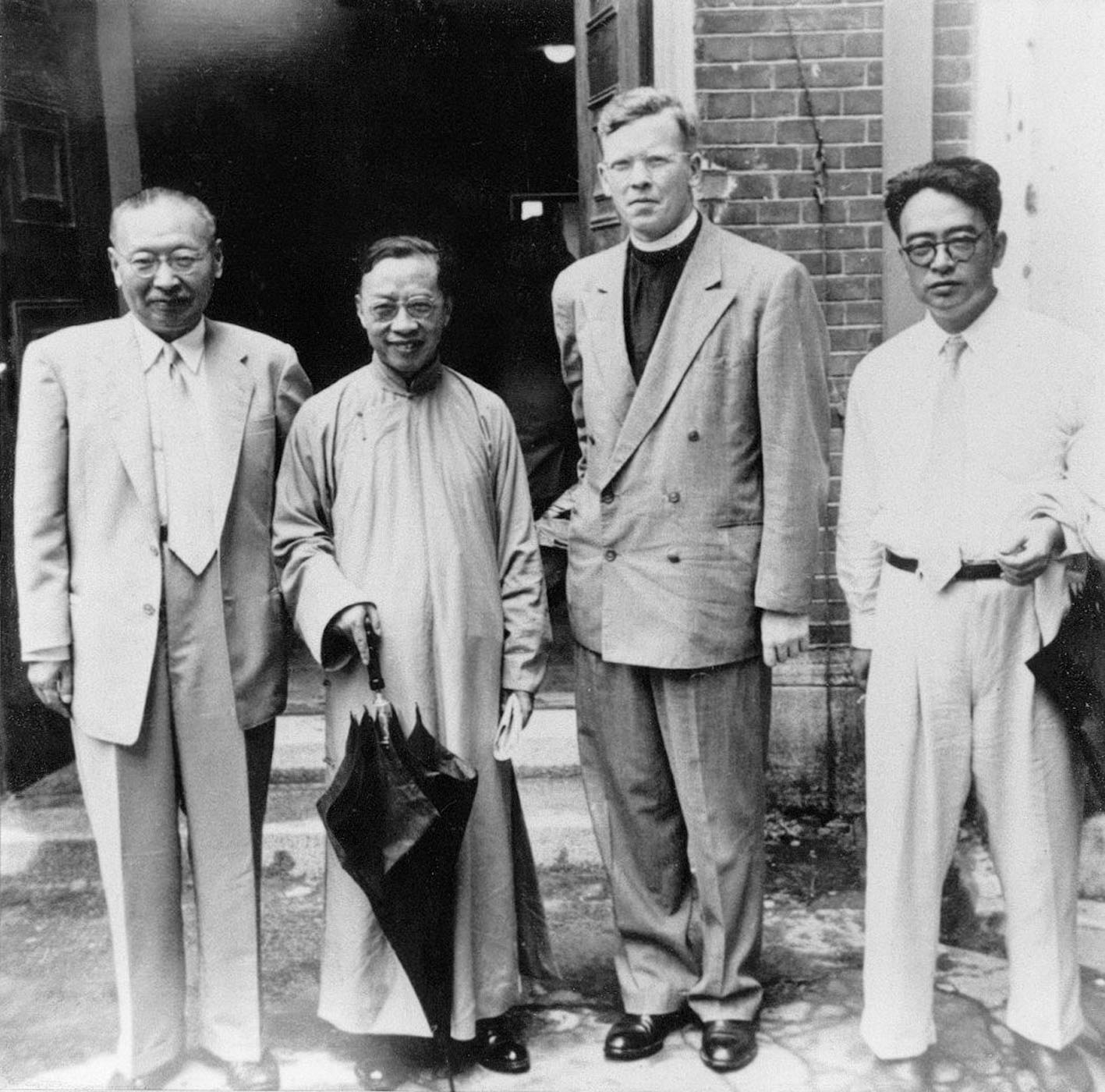
1954年4月，耶魯大學雅禮協會代表郎家恆牧師（Charles H. Long；右二）到訪新亞書院，與時任新亞書院校董沈燕謀（左一）、新亞書院創辦人錢穆（左二）及唐君毅（右一）會面，商討新亞書院與雅禮協會合作之事宜。

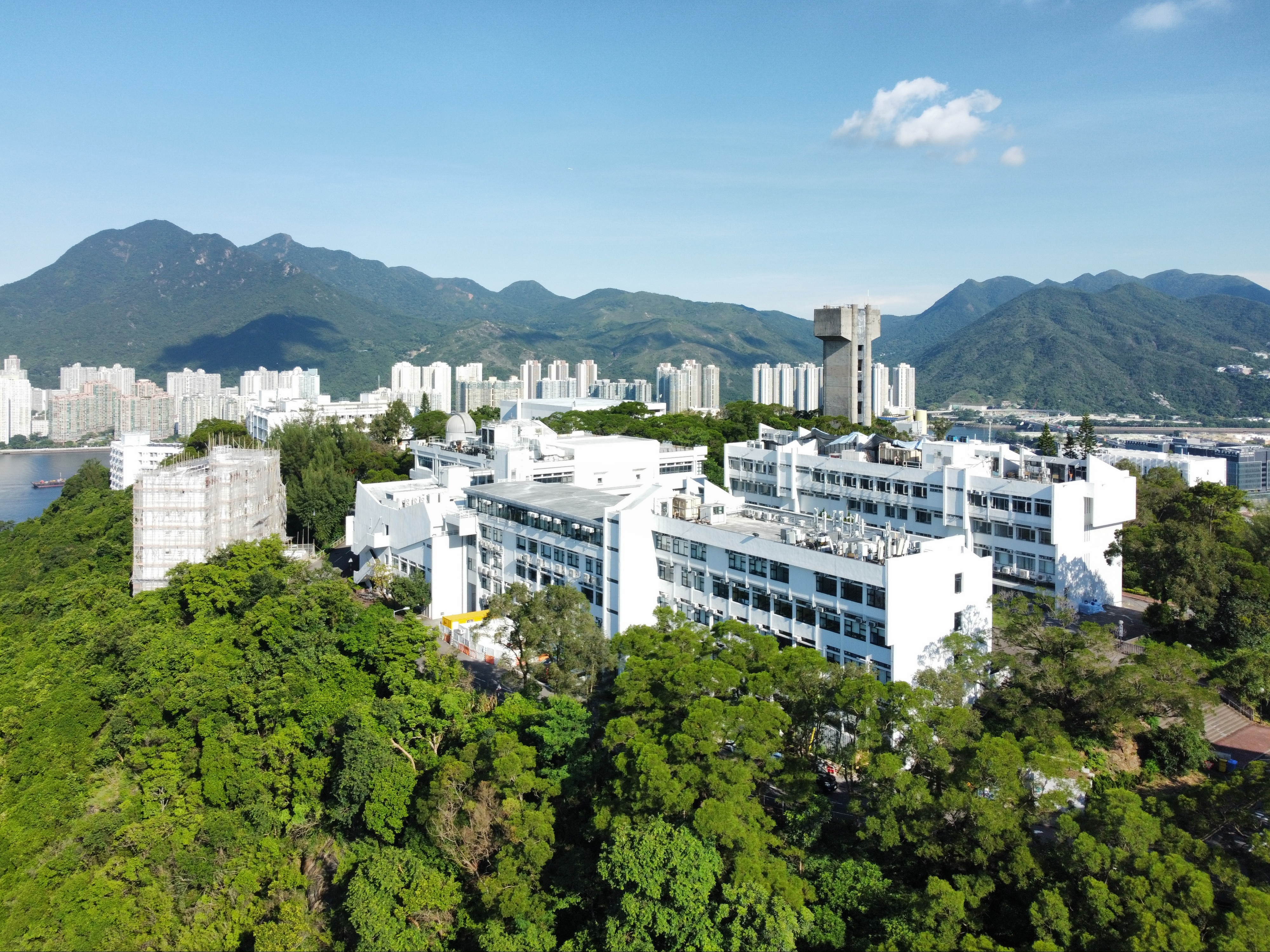
位於馬料水的新亞書院校舍

1945年8月二次世界大战结束，跟着1946年6、7月间国共全面爆发内战，时局动荡，不少学人便南来广州，再至香港。1949年中國大陸政權易手，張其昀南渡香港決定創立學院，隨後由跟隨廣州私立華僑大學遷移到港的錢穆、唐君毅、張丕介、程兆熊等學者辦理，當時名為亞洲文商學院（即亞洲文商專科夜校），並租用九龍偉晴街華南中學校三課室在夜間上課，後於1950年3月改組並易名為新亞書院。其教育宗旨在於「上溯宋明書院講學精神，旁採西歐大學導師制度，以人文主義之教育宗旨，溝通世界中西文化，為人類和平社會幸福謀前途。」與此同時，聯合書院亦同時借用此校舍部分區域，以開辦夜間兼讀制課程（原稱聯合書院第二校，後併入同樣由聯合高層開設的聯大書院）。
1950年，新亞書院得商人王岳峰先生資助遷入九龍深水埗桂林街校舍。書院初創時期經費不足，院長決定親赴臺灣尋求協助。1950年冬，錢穆赴臺會見中華民國總統蔣中正，請求資助。蔣總統於1950年命國民黨中央改造委員雷震赴港調研，中改會於同年12月11日舉行會議，決議「支持錢穆在港創辦之新亞學院，請由教育部予以協助」。結果，蔣總統允諾從總統府辦公費項下每月撥款港幣三千元支持新亞書院辦學，至1954年新亞書院獲美國雅禮協會撥款資助後停止。1953年秋，創辦新亞研究所。校舍於1956年遷入九龍土瓜灣農圃道。新亞書院獲多名當代大儒雲集教學，每人都足以成為一代宗師，除錢穆和唐君毅外，歷代教授還包括中華民國國軍少將、臺灣東海大學教授徐復觀；中華民國憲法之父張君勱；臺灣學術泰斗牟宗三（傳承弟子，臺灣東海大學首屆榮譽教授蔡仁厚也為新儒家重要人物）；歷史學家牟潤孫；中華民國政府行政院教育部次長吳俊升；農學家程兆熊；民國著名詩人和書法家曾克耑；詩人、國學家何敬羣；歷史學家、中華民國行政院農林部長左舜生；甲骨文專家、中華民國國立中央研究院歷史語言研究所前所長董作賓；國學家饒宗頤；中華民國廣東省政府委員、諾貝爾文學獎委員會的推薦人羅香林；佛學大家羅時憲、霍韜晦；哲學家勞思光、李天命等。其中唐君毅、牟宗三和勞思光被喻為「香港人文三老」，俱曾任香港中文大學教授。
新亞書院為當代新儒家的重鎮。新儒學八大家中多數是新亞書院教授或香港中文大學的教授（如哲學系的劉述先教授）。書院以中文教學，並教授官立學校所缺乏的中國文化課程，並因而獲視為中國儒學的復興基地，以及宋代書院文化的延續。
錢、唐、張諸位先生以復興中國文化為己任，一生反共，奉中華民國為正朔。1949年，把新亞書院的校慶定於10月10日中華民國國慶之日，並在新亞書院高掛中華民國國旗，即青天白日滿地紅旗，早在新亞獲香港政府承認資格的初期，時任教育司高詩雅已不斷向新亞施壓，要求取消每年雙十升旗。及至中大成立後，壓力俱增，錢穆被迫妥協。1960年，香港政府教育司署正式禁止新亞書院於中華民國國慶兼校慶期間高掛中華民國國旗，是為著名的「國旗事件」或稱「新亞旗杆事件」。錢穆為了此事，特地提早一個月回校斡旋。翌年，新亞書院將校慶由10月10日改成9月28日孔子誕辰日。錢穆於此事後逐漸淡出，離港赴臺，但安排了臺灣背景的吳俊升博士赴港任接班人，因吳博士曾任中華民國教育部次長和親中華民國背景，香港教育司對此極為反對。新亞在面對日益加強的壓力，升旗禮終於1969年10月10日由張丕介先生主持最後一次後停止。然而，新亞書院仍於每年10月10日慶祝校慶。
1957年，新亞書院、崇基學院、聯合書院組成中文專上學生協會，為香港成立第二所大學作準備。
1961年，政府提議將當時仍未定名的第二所大學，設於沙田顯徑邨現址一帶。當中新亞書院建築物擬設於現今顯徑邨二、三期，以及獅子山鐵路隧道入口。
1963年，香港中文大學正式成立。當時各成員書院之教學及行政均為獨立，大學中央僅負責統籌與全校有關的行政事宜；其後，顯徑邨建校方案旋即被馬料水方案取代。1973年，新亞書院遷入沙田區香港中文大學校園，新亞教育文化會則在農圃道舊校舍開辦新亞中學。
1974年中，由於旗下新亞研究所學歷不獲大學承認，加上大學本部決定中斷對研究所資助，研究所自同年8月15日起改隸新亞教育文化會，而原先來自哈佛燕京學社的資助亦終止；而原來屬於新亞研究所的東南亞研究室，則改隸大學本部轄下的中國文化研究所。
1976年，香港政府建議中大改制，將學科教學的工作統一歸由大學中央辦理，書院僅負責學生福利及通識教育等工作。新亞書院校董會九位董事，包括唐君毅、李祖法、錢穆、沈亦珍、吳俊升、徐季良、劉漢棟、任國榮、郭正達，以此違反中文大學之「聯邦制」本意為由，集體辭職抗議。而以金耀基為首的支持陣營（主要由台灣來港學者組成），則在成功改制後執掌新亞。
在2016/17年度，新亞書院約有學生近3200人。

## 校訓
新亞書院校訓為「誠明」，語出《中庸》。《中庸》：「誠者，天之道也。誠之者，人之道也。」又說：「自誠明，謂之性。自明誠，謂之教。誠則明矣，明則誠矣。」意思是天地萬物以誠實運作；誠，是大自然的真理。達至誠，是人人應做的。一舉一動合乎誠，就無不明白了。明白了，不僅能成就自己，也能成就萬物。達到誠明，需要通過學習和堅持。博學、求教、思考、辨別、實行，是學習的方法；能夠堅持學習，明白自身和萬物的本性，我們能獲得真正的智慧，與天人合一。

## 校歌

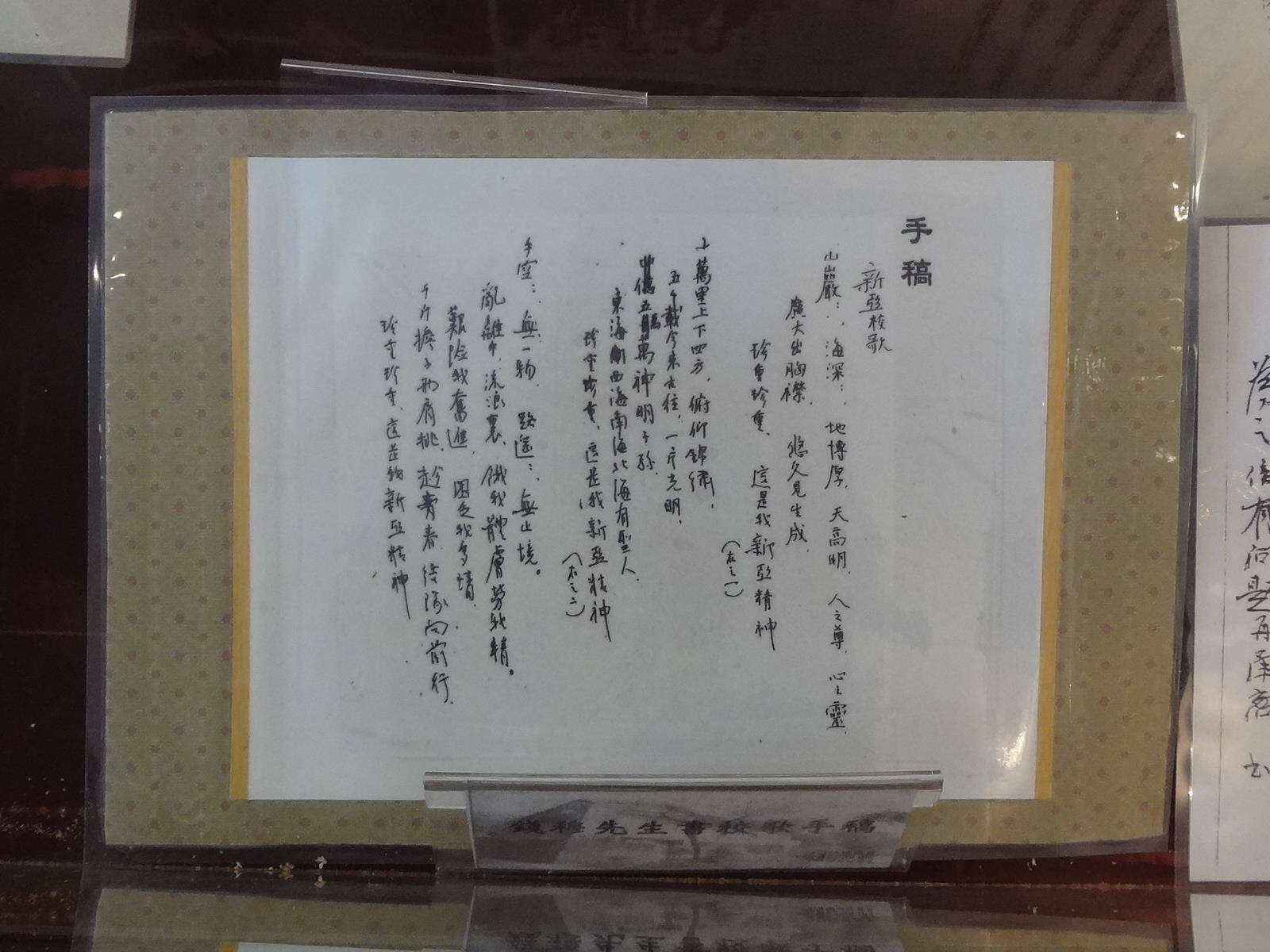
錢穆故居展示的新亞書院校歌歌詞手稿

新亞書院校歌《新亞校歌》由創校校長錢穆作詞、著名作曲家黃友棣作曲，G調4/4拍。
山巖巖，海深深，地博厚，天高明，人之尊，心之靈，廣大出胸襟，悠久見生成。

珍重珍重，這是我新亞精神。

珍重珍重，這是我新亞精神。

十萬里上下四方，俯仰錦繡；五千載今來古往，一片光明。

十萬萬神明子孫1，東海西海南海北海有聖人。

珍重珍重，這是我新亞精神。

珍重珍重，這是我新亞精神。

手空空，無一物，路遙遙，無止境。

亂離中，流浪裏，餓我體膚勞我精。

艱險我奮進，困乏我多情。

千斤擔子兩肩挑，趁青春，結隊向前行。

珍重珍重，這是我新亞精神。

珍重珍重，這是我新亞精神。
1 由於中國人口增加，歌詞原作「五萬萬神明子孫」，1990年被改為「十萬萬神明子孫」。
試聽可參閱此處（页面存档备份，存于）。
2013年7月，發展局局長陳茂波（1977年新亞會計系校友）在立法會面對議員質詢時引用此校歌，但遭到部分新亞校友及學生的強烈批評，指其侮辱了新亞精神。

## 新亞精神
《新亞校歌》屢次言及「新亞精神」。

### 本義
據創校校長錢穆述及，新亞草創初期經濟極為拮据，設備簡陋而規模狹小，但仍然憑藉如此可憐的物質條件而致力表現出一眾學者的教育文化理想，就是新亞的精神；同時，當時新亞學生多歷顛沛流離，亦多為窮困所迫，但仍有志上進，努力進學，亦是新亞精神的體現。
第二任校長吳俊升亦曾言及新亞精神，認為其分別是「不怕困難，不畏艱苦的創造」，「尊重我們固有的文化傳統」，「對於社會、國家、人群有一種責任感」以及「師生的親切的關係」。

### 對「新亞精神」的反思
新亞書院加入香港中文大學後，歷經大學多次制度上的改革，自主性日漸低落，更是錢穆、唐君毅等創辦人憤然離開新亞的導火線。1990年，新亞學生羅志輝、陳仲強等人於中大學生刊物《中大學生》發表題為〈吃人的「新亞精神」，去死吧！〉之署名文章，一方面指大學當局當年褫奪書院教學自主權，使其淪為「剩下一些諸如獎學金、車船津貼等行政事務」的機構，另一方面亦抨擊書院各類活動的形式化，以守護「新亞精神」為抱殘守缺，喪失人文教學精神，不再發展錢穆、唐君毅的新儒家思想，缺乏思考和反省。此文可謂八九十年代新亞學生對書院精神的批判的代表之一。

## 歷任校長及院長
1977年中大改制前
- 校長：
  - 第1任：錢穆教授（1949年10月－1965年6月）
  - 第2任：吳俊升教授（1965年7月－1969年6月）
  - 第3任：沈亦珍教授（1969年7月－1970年8月）
  - 第4任：梅貽寶教授（1970年9月－1973年6月）
  - 第5任：余英時教授（1973年7月－1975年7月）
  - 第6任：全漢昇教授（1975年8月－1977年2月）

1977年中大改制後
- 院長：
  - 第7任：金耀基教授（1977年3月－1985年7月）
  - 第8任：林聰標教授（1985年8月－1992年7月）
  - 第9任：梁秉中教授（1992年8月－2002年7月）
  - 第10任：黃乃正教授（2002年8月－2010年7月）
  - 第11任：信廣來教授（2010年8月－2013年12月）[15]
  - 第12任：黃乃正教授（2014年1月－2020年12月）
  - 第13任：陳新安教授（2021年1月起）

## 誠明獎
誠明獎始於1981年，是新亞書院的最高榮譽獎，授予有傑出成就的畢業班學生。

## 主要建築
- 錢穆圖書館（Ch'ien Mu Library，舊稱敬業館）
- 誠明館（Cheng Ming Building，校史館、雅禮協會駐華代表處、新亞院務處及中大藝術系）
- 人文館（Humanities Building，新聞與傳播學院、書院辦公室及人類學系）
- 樂群館梁雄姬樓（Staff Student Centre Leung Hung Kee Building，新亞學生會、國術會、國樂會、書院商科學會（NABA）及走讀生舍堂會址）
- 會友樓（Friendship Lodge，教職員宿舍）

（註：首三座建物由司徒惠設計，新昌營造承建）

## 學生宿舍
新亞書院現時共有5所學生宿舍，可容納學生1,465人。
- 知行樓（Chih Hsing Hall）（男生宿舍，由興業建築師有限公司及時任校董伍秉堅建築師合作設計；曾先後命名為穆齋及新亞第一學生宿舍，1979年改為現名，並由中大首任校長李卓敏題字；2005至2013年間，前新亞歷史系孫國棟教授曾獲准居住於地下舍監室，而舍監則遷往上層學生宿舍居住，直至2013年去世後還原）
- 學思樓（Xuesi Hall）（女生宿舍，為1970年代尾雅禮協會及伯利衡公司為中大援建的四幢宿舍之一，由時任院長金耀基命名）
- 志文樓（Grace Tien Hall）（男女生宿舍，唯只有一樓為男生樓層；此宿舍是司徒惠在新亞書院的最後一件作品[16]）
- 紫霞樓（Daisy Li Hall）（男女生宿舍，男女生各佔三層；由呂元祥建築師事務所設計，2002年入伙，由時任校長金耀基題字）
- 梅雲堂（Mei Yun Tang）（男女生宿舍；由馬海（建築顧問）有限公司設計，利基控股承建，2019年5月14日進場動工，2022年尾竣工，2023年5月入伙[17]）

- 知行樓
- 學思樓
- 志文樓
- 紫霞樓
- 梅雲堂

## 主要景點
- 校巴站側唐君毅題「新亞書院」入口石匾
- 新亞校園鐘樓（天圓地方鐘）
- 合一亭
- 孔子及唐君毅像
- 圓形廣場
- 新亞水塔（君子塔）
- 小百萬大道

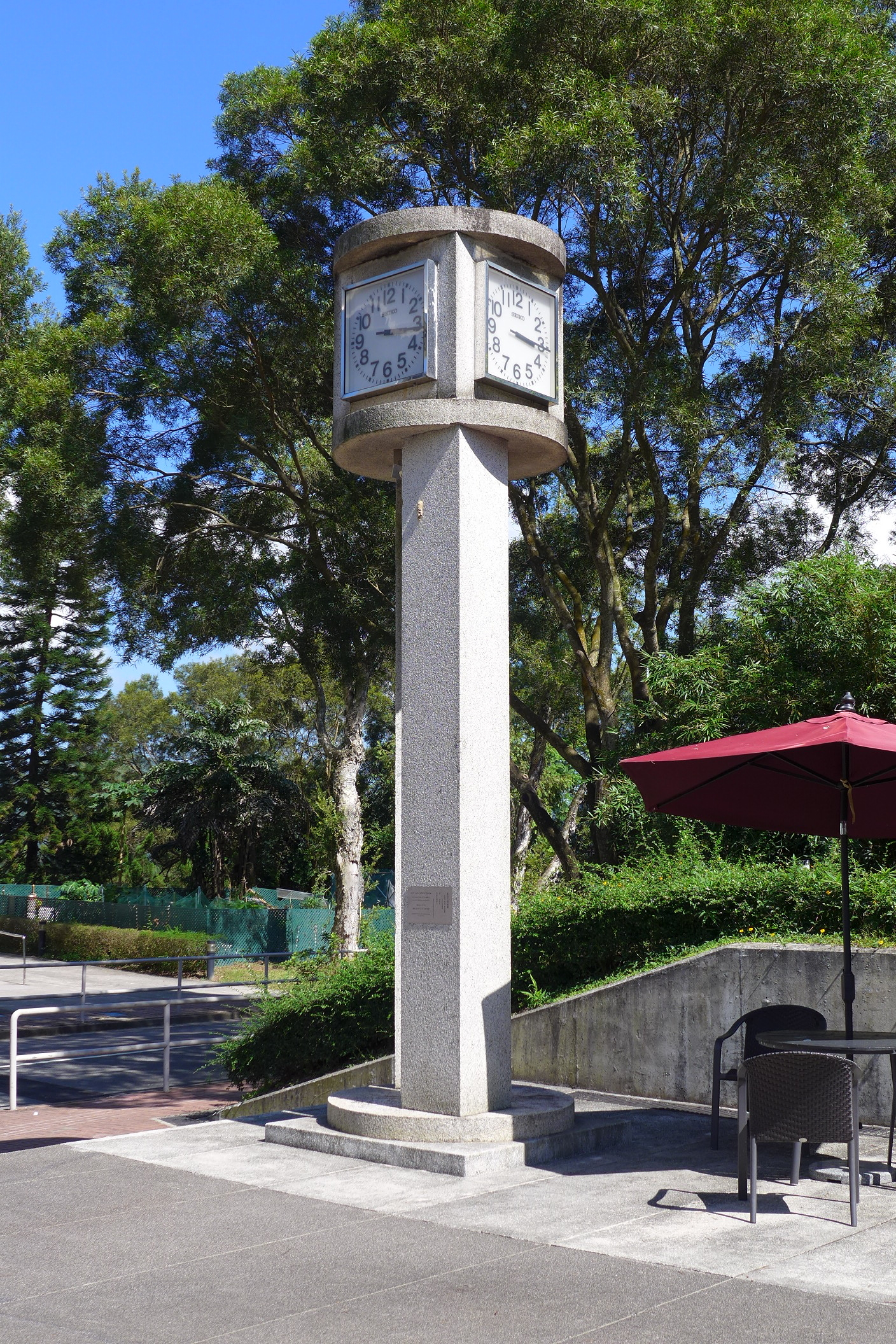
新亞校園鐘樓

- 已故建築師何弢為加國冬奧製作的鋼鐵雕塑（因興建梅雲堂，已移至何善衡工程學大樓）

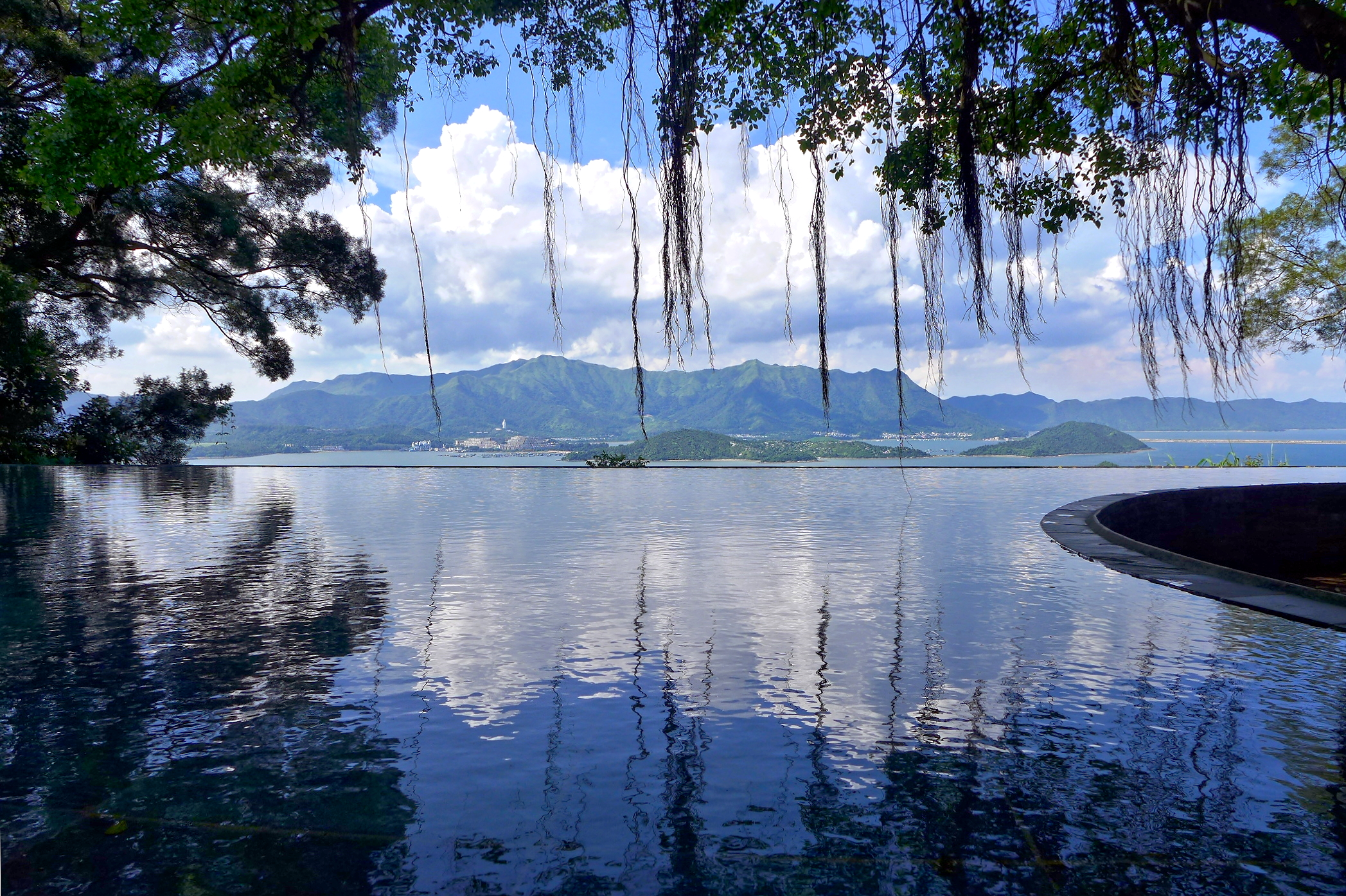
合一亭
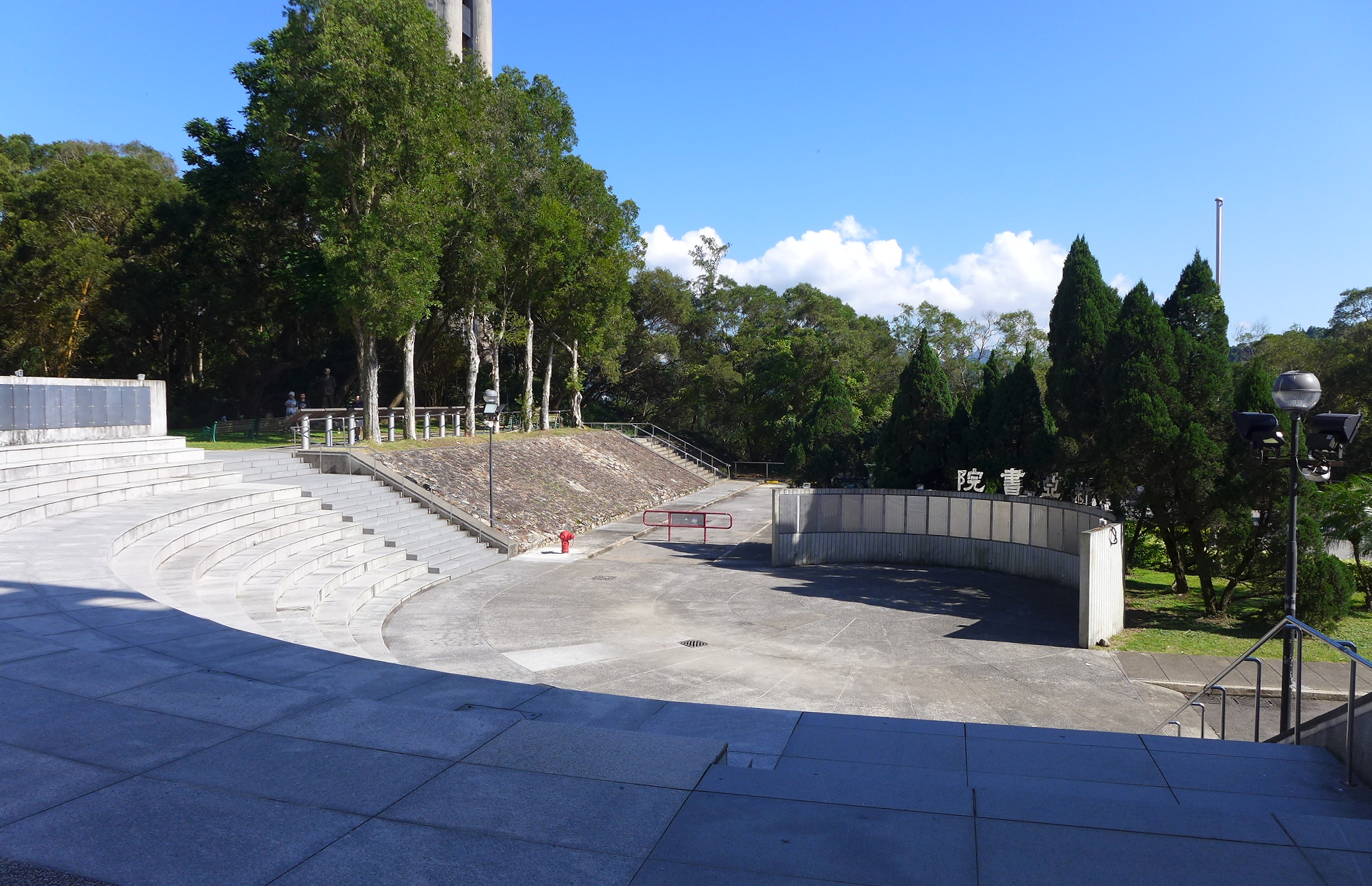
圓形廣場
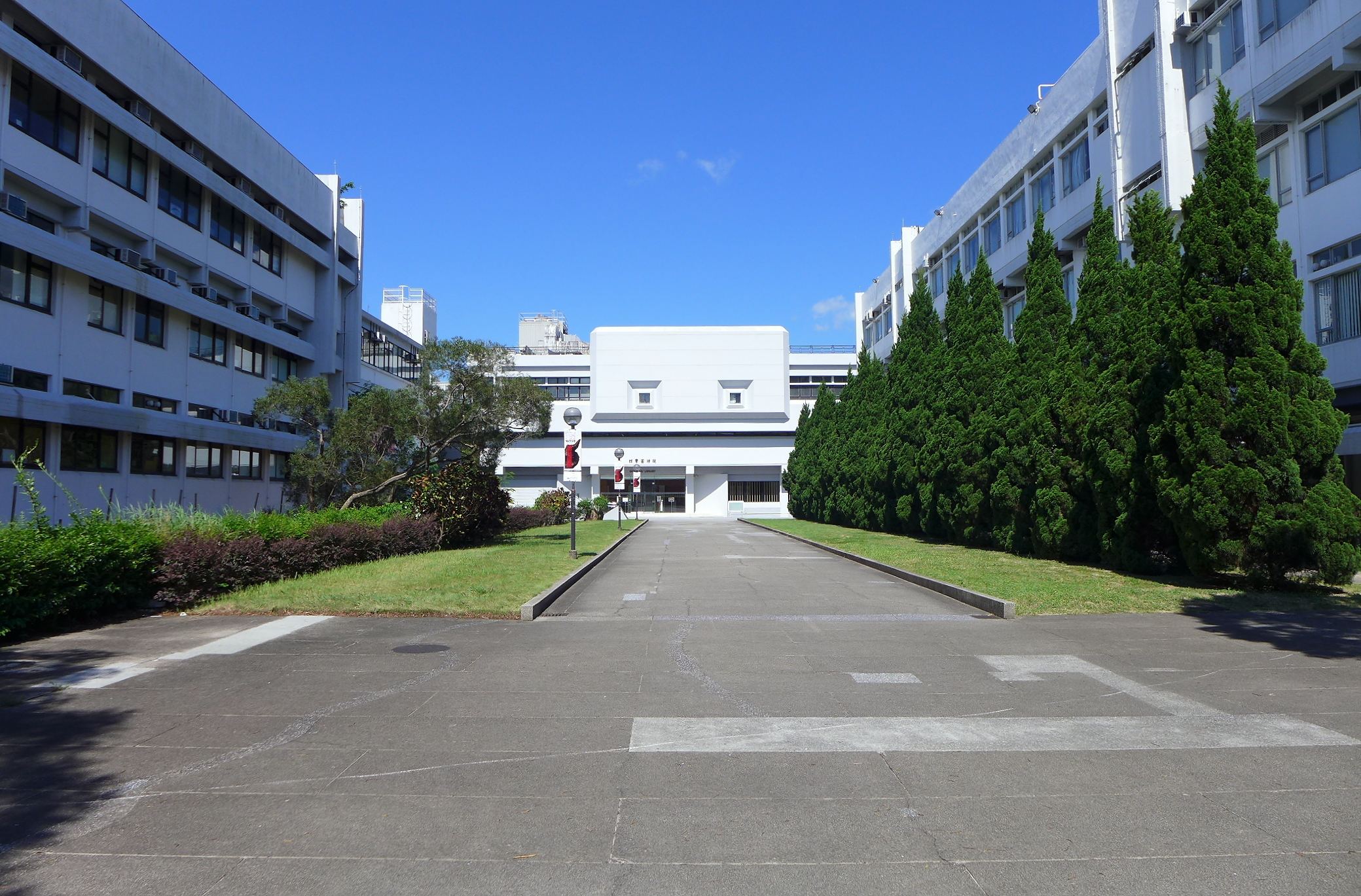
小百萬大道
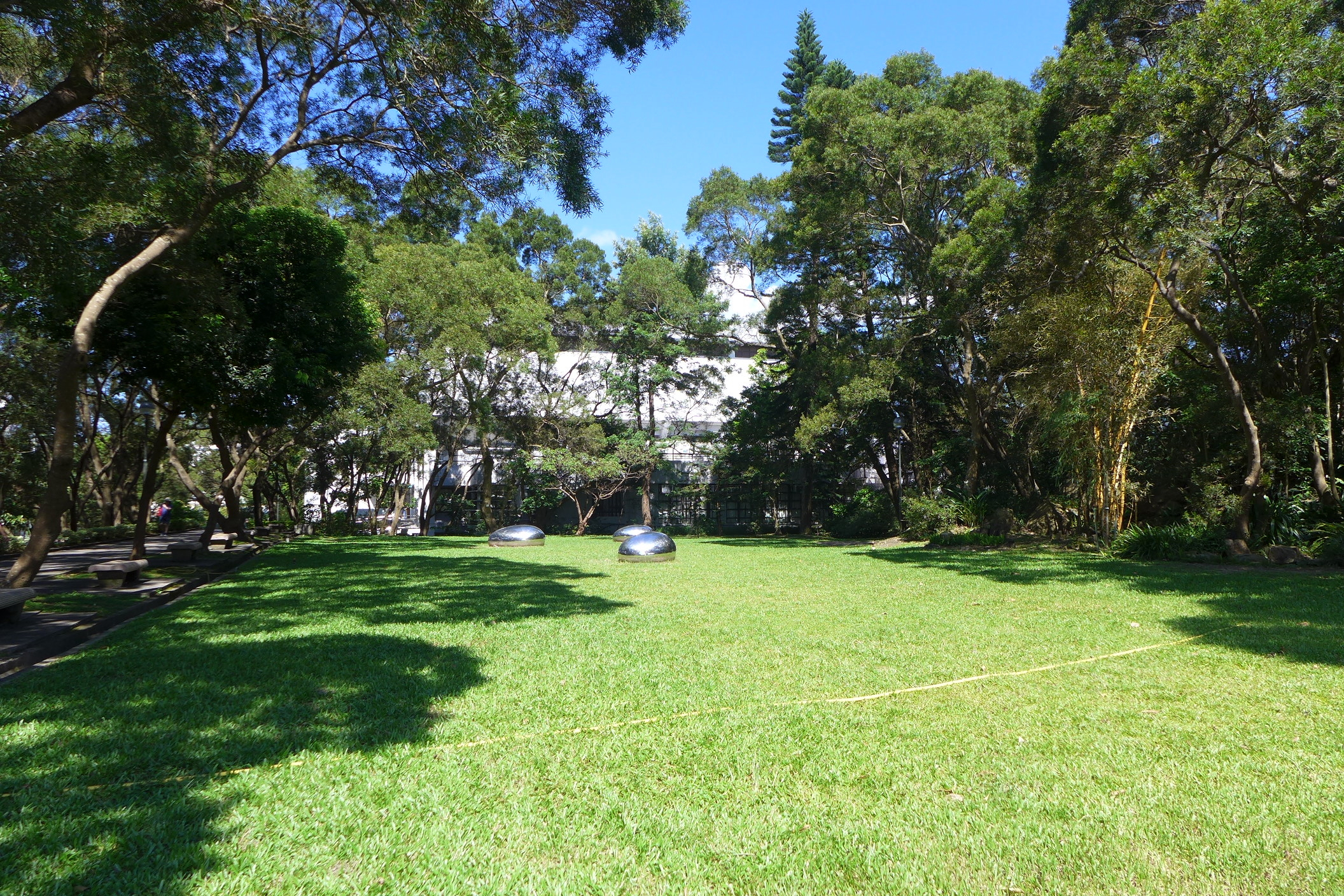
草坪
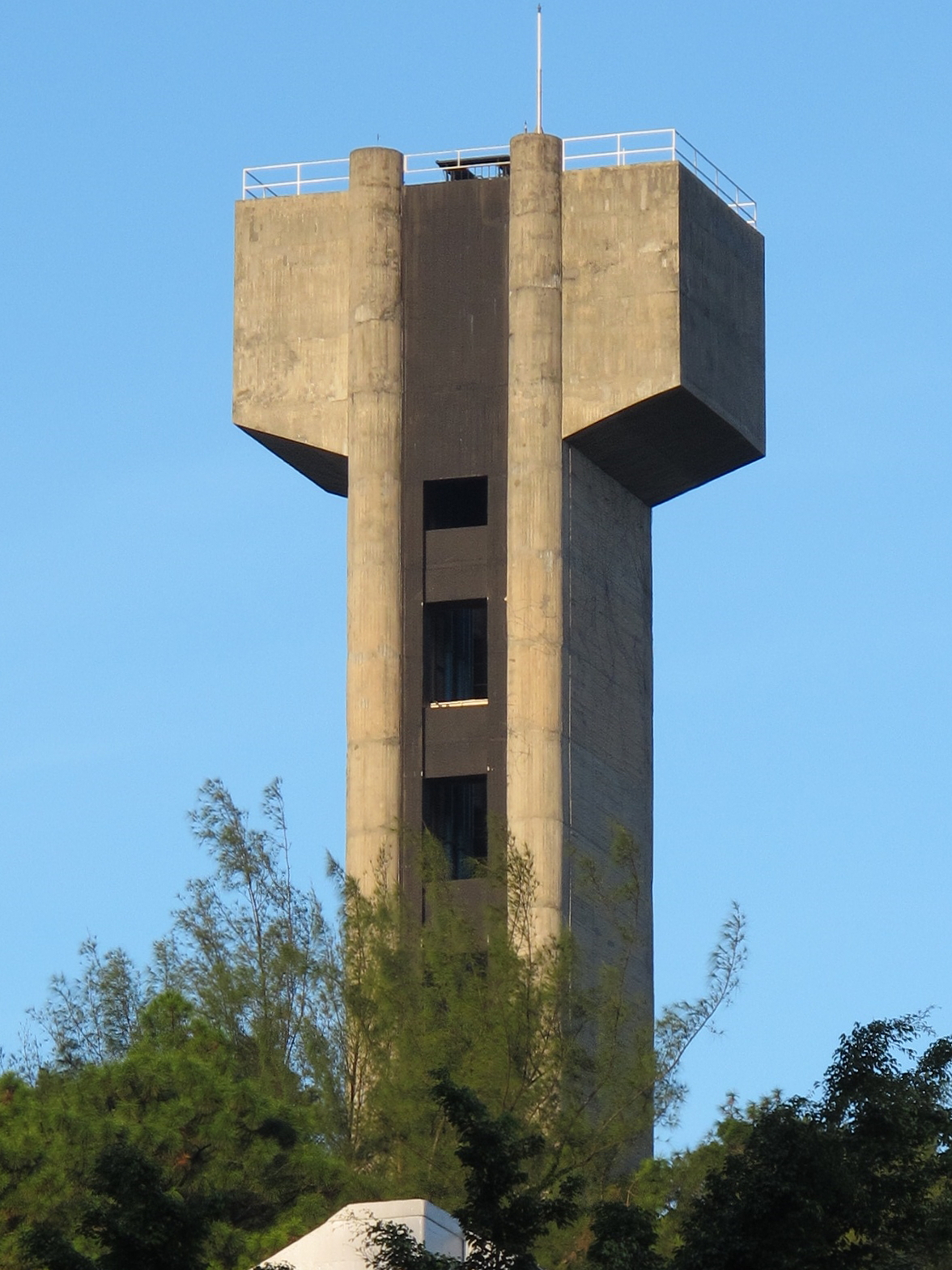
新亞水塔

## 新亞「四大活動」

### 新亞書院迎新營
新亞書院迎新營，乃各書院迎新營之一（合稱大O），是專為準一年級學生亦設的活動，旨趣在於讓他們透過迎新營認識朋友及學長，並瞭解書院和大學生活。新亞迎新營通常在8月尾最後數天舉行（而2016年迎新營則橫跨至9月1日），為期4日（亦有部分年份只有3日）。其中，在第二日下午的「城市探索」中，部分組別會由新亞中學（新亞書院1956-1973年校址）出發，並藉遊戲認識新亞校史；而在第三日下午，包括本書院在內的四所2000年前成立書院，會進行「四院會師」，並於其後與全部書院學生合照（然後2000年後成立書院進行「新四院會師」）。

### 新亞書院校慶
新亞書院校慶是新亞在新學期開學後第一個書院活動，在9月孔子誕（官定校慶）至10月10日新亞成立日間舉行，活動包括大笪地(類似年宵的活動，同學可以自由投攤買賣食物或禮物)、千人宴(在新亞書院圓形廣場舉行，當天晚上，很多學生(包括校友)都會聚首一堂，一起吃盆菜看明星表演，場面非常熱鬧)及解謎遊戲(該等遊戲內容配合該年的主題，創作出遊戲讓學生們互相競技，於樂群館地下林耀明夫人堂舉辦，但需以團隊形式預約)。此外，書院亦會在校慶期間，在水塔上掛上「誠明 新亞書院校慶」直幡，並於夜間開啟塔側的射燈，以示慶賀。

### 新亞書院歌唱比賽
新亞書院歌唱比賽，簡稱新唱，是新亞書院其中一項大活動，通常在每年的2至3月舉行，比賽分個人、團體以及哈哈組。比賽設有初賽（2月，通常在圓型廣場進行）及決賽（3月尾，在邵逸夫堂舉行）。
2016年新唱的主題為「童夢成新」。
2017年新唱的主題為「扣人新弦」，而新亞前院長暨中大前校長金耀基、新亞輔導長莊太量等人有份贊助該屆新唱。
2018年新唱的主題為「浮新若夢」。2019年新唱的主題為「聆新鏡映」。2020年新唱的主題為「聲繫新情」。2021年新唱的主題為「聲曉新𣌀」。2022年新唱的主題為「新弦萬語」。2023年新唱的主題為「海旋新暉」。2024年新唱的主題為「新韶鎏聲」。2025年新唱的主題為「皞韻新燨」。

### 新亞夜
新亞夜通常在每年3月舉行，形式、主題不限，與鄰近聯合書院的聯合繽紛樂同期舉行，並與新唱同時宣傳。2019年新亞夜主題為「置新奇蹤」，形式與校慶類似。

## 校友
中大實行「全民書院制」（即教職員及本科生都有其所屬書院），但畢業生重返中大工作並不一定屬於該書院，這裡只包括學生。

## 外部連結
- 新亞書院（页面存档备份，存于）
- 新亞書院校友會（页面存档备份，存于）
- 香港中文大學（页面存档备份，存于）
- 新亞書院學生會
- 香港中文大學新亞書院第五十九屆校慶（页面存档备份，存于）

22°25′16″N 114°12′27″E / 22.421230°N 114.207613°E